# Serebro

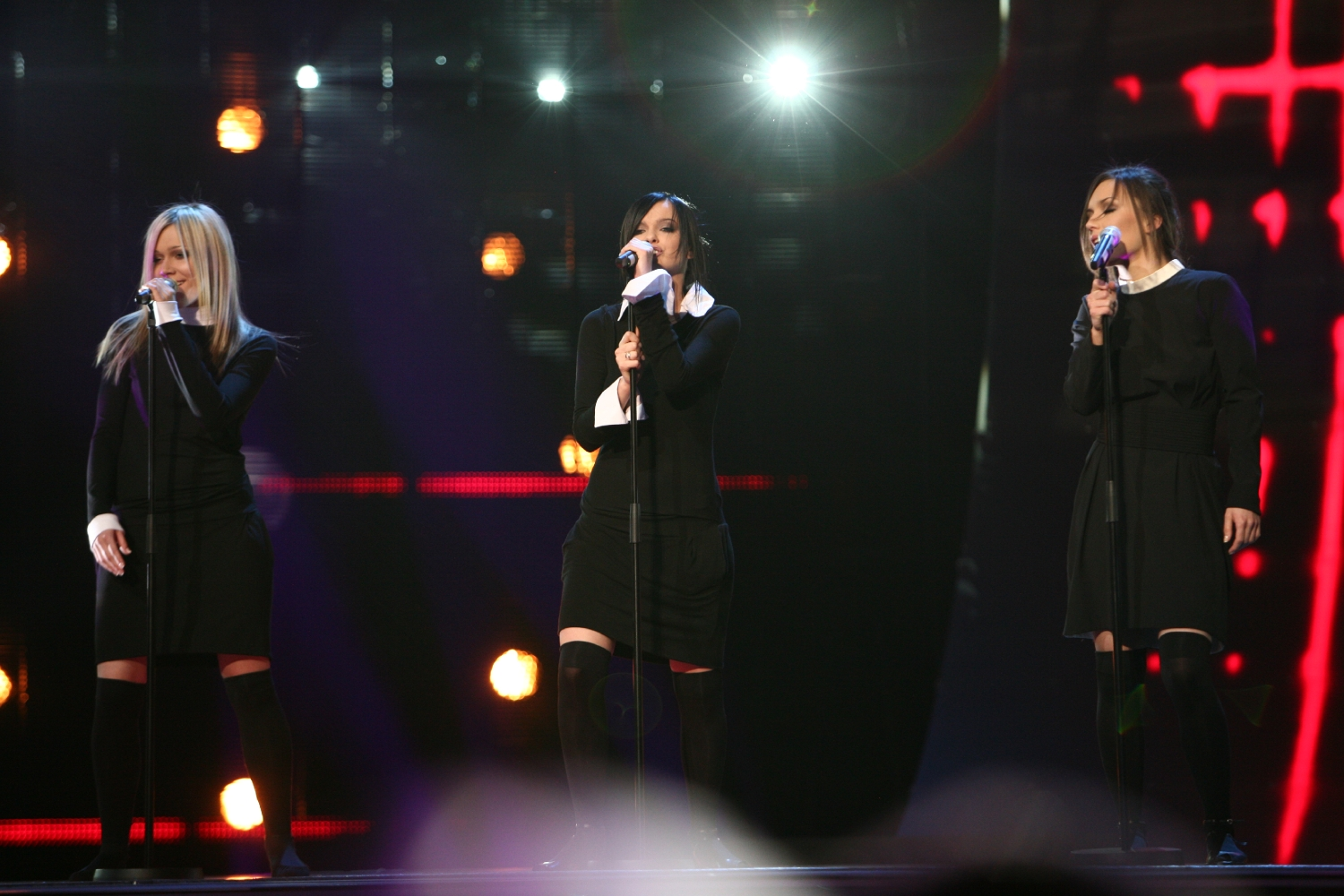
Serebro s písní Song #1 vystupuje na Eurovision Song Contest 2007

Serebro (rusky Серебро, „stříbro“) je ruská dívčí skupina, kterou utvořil manažer a producent Maxim Fadějev.
Serebro vzniklo v roce 2006, když na požádání 1. kanálu ruské televize sestavil M. Fadějev dívčí skupinu, která s jeho písní Song #1 byla nakonec vybrána, aby reprezentovala Rusko na pěvecké soutěži Eurovision Song Contest 2007. V soutěži se posléze umístili na třetím místě s celkovým ziskem 207 bodů. Po tomto úspěchu dívčí trio oficiálně podepsalo kontrakt s Fadějevovou nahrávací společností Monolit Records. V roce 2012 skupina měla další kontrakty z produkce Sony Music Entertainment a Ego Music. V průběhu roku 2009 členka Marina Lizorkina oznámila svůj odchod ze skupiny, načež poté byla nahrazena Anastasií Karpovovou.
Současně s Lizorkinou Serebro nahrálo studiové debutové album OpiumRoz (ОпиумRoz). Album si získalo velký ohlas, čímž dalo vzniknout jinům singlům, mimo to i Song #1, ale zůstalo bez většího úspěchu. Jejich druhé album Mama Lover se prokázalo mnohem úspěšnější a dalo zrodit nejlepším hitům se stejným názvem a stalo se 2× platinovým ve svém rodném Rusku. Stejnojmenný hit Mama Lover (Мама Люба) si získal pozornost médií po celém světě s recenzemi komentující rajcovní videoklip a píseň samotnou. Hudební klip k písni obdržel na YouTube více než 20 milionů zhlédnutí a stal se předmětem více než 250 parodií. Po úspěchu této písně si skupina začala získávat pozornost médií po celém světě. Skupina znovuvydala singl „Mama Lover“ v Japonsku (pod názvem Serebration) po podpisu smlouvy s EMI Music. Jejich první mezinárodní singl Mi Mi Mi zveřejněný pod vydavateltvím Ego Music a Universal Music Group měl značný úspěch v evropských hitparádách. V září členka Anastasia Karpova oznámil svůj odchod ze skupiny s cílem věnovat se sólové kariéře. Byla nahrazena novou členkou, Darjou Šašinovou. Dne 1. 5. 2016 Darja Šašina oficiálně opouští kapelu a nahrazuje jí Jekatěrina Kišuk (Káťa).
K další změně dochází 17. listopadu 2017 a v otevřeném castingu nahrazuje Polinu Favorskaju v listopadu 2017 Taťjana Morgunova. Rozloučení se konalo 24. prosince 2017 v obchodním a zábavním centru Vegas, kde byla Taťjana představena
Kompletní „otřes“ sestavou SEREBRO způsobila 9. října 2018 hlavní osobnost skupiny Olga Serjabkina, když oznámila na svém Instagramu, že chce opustit skupinu a věnovat se sólové kariéře. V té byla členkou od roku 2006. Serjabkina a další členky skupiny Kišuk a Morgunova oznámily dokončení svých společných aktivit v únoru 2019.
28. listopadu 2019 byl vyhlášen otevřený casting pro hledání tří nových sólistů skupiny. Na základě tohoto castingu byla vybrána kompletní nová sestava skupiny:
- Jelizavěta Kornilova (* 22. června 2000, Moskva) profesionálně zabývající se společenským tancem se zajímala i o malířské, hudební a herecké dovednosti. Zahrála si v Yeralash a zúčastnila se národního kvalifikačního kola Ruska Junior Eurovision 2012. Studuje na univerzitě televizní a rozhlasové žurnalistiky.
- Marianna Kočurova (* 6. července 1996, Petrohrad) studovala školu s muzikálovým zaměřením po které vstoupila do GITIS, i když zpočátku chtěla být zpěvačkou.
- Irina Titova (* 22. ledna 1997, Taškent) se narodila v Taškentu, žila v Belgii, poté se přestěhovala do Ruska. Od dětství se profesionálně zabývala skoky do vody a je mistryní tohoto sportu v Rusku. Studuje na Moskevské univerzitě finance a práva.

## Historie

### Formace a Eurovision Song Contest 2007
V roce 2006 začal hudební producent Maxim Fadějev připravovat koncepci nové kapely s názvem Serebro, kdy ruský vysílatel První kanál hledal umělce pro reprezentaci Ruska na Eurovision Song Contest 2007. I přes původní záměr, kde se uvažovalo nad sólistou, se proměnil projekt ve skupinu okolo účastnice Továrny hvězd Eleny Temnikové. Skupina byla doplněna Marinou Lizorkinou a Olgou Serjabkinou.
Dne 8. března 2007 odborná porota ruského Prvního kanálu vybrala skupinu Serebro a píseň „Song #1“ reprezentanty Ruska na Eurovision Song Contest 2007. Vzhledem k úspěchu Ruska na předchozím ročníku se Serebro kvalifikovalo přímo do finále soutěže, aniž by se muselo účastnit semifinále.

### 2007–2008: Debut, album OpiumRoz
Po úspěchu na Eurovision Song Contest 2007 v Helsinkách se skupina rychle stala jednou z nejpopulárnějších v Rusku. Od léta roku 2007 se zúčastnila řady koncertů a vystupovali na mnoha akcích po celém Rusku, Kazachstánu, Turecku, Polsku, Uzbekistánu a Bělorusku. Všechny vydané singly jsou kromě skutečných názvů pojmenovány Song #1, #2, #3, a tak dále. Podle skupiny a jejich managementu, to mělo usnadnit připomenutí písní.